# Ngila Dickson
Ngila Dickson (* 1958 Dunedin) je novozélandská kostýmní návrhářka. Nejvíce vešla ve známost svou spoluprací s Richardem Taylorem na kostýmech k filmové trilogii Pán Prstenů (2001–2003). Třikrát byla nominována na Oskara za Nejlepší kostýmy, přičemž jednu nominaci proměnila za film Pán Prstenů: Návrat krále (2003).
Pro televizi navrhovala kostýmy pro fantasy seriály Herkules (1995–1999) a Xena (1995–1999).
Jejím manželem je novozélandský kurátor a spisovatel Hamish Keith.

## Filmografie (výběr)

### Film
| Rok  | Název                             | Režisér         | Poznámky                        |
| ---- | --------------------------------- | --------------- | ------------------------------- |
| 1990 | Ruby and Rata                     | Gaylene Preston | kostýmní poradce                |
| 1992 | Crush                             | Alison Maclean  |                                 |
| 1993 | Jack Be Nimble                    | Garth Maxwell   |                                 |
| 1994 | Nebeská stvoření                  | Peter Jackson   |                                 |
| 2001 | Pán Prstenů: Společenstvo prstenu | Peter Jackson   | spolupráce s Richardem Taylorem |
| 2002 | Pán Prstenů: Dvě věže             | Peter Jackson   | spolupráce s Richardem Taylorem |
| 2003 | Poslední samuraj                  | Edward Zwick    |                                 |
| 2003 | Pán Prstenů: Návrat krále         | Peter Jackson   | spolupráce s Richardem Taylorem |
| 2004 | Nekecej a pádluj!                 | Steven Brill    |                                 |
| 2006 | Iluzionista                       | Neil Burger     |                                 |
| 2006 | Krvavý diamant                    | Edward Zwick    |                                 |
| 2008 | Bláznovo zlato                    | Andy Tennant    |                                 |
| 2011 | Green Lantern                     | Martin Campbell |                                 |
| 2012 | Pan Pip                           | Andrew Adamson  |                                 |
| 2012 | Emperor                           | Peter Webber    |                                 |
| 2014 | Drákula: Neznámá legenda          | Gary Shore      |                                 |
| 2016 | Tygr a drak: Meč osudu            | Yuen Woo-ping   |                                 |
| 2018 | Asura                             | Peng Zhang      |                                 |
| 2019 | Terminátor: Temný osud            | Tim Miller      |                                 |
| 2023 | Peter Pan a Wendy                 | David Lowery    |                                 |
| 2024 | Madam Web                         | S. J. Clarkson  |                                 |

### Televize
| Rok       | Název                         | Poznámky                        |
| --------- | ----------------------------- | ------------------------------- |
| 1988      | Spiknutí ve vlnách            | TV film                         |
| 1992      | Divadlo Raye Bradburyho       | 15 epizod                       |
| 1993      | Potopení lodi Rainbow Warrior | TV film                         |
| 1994–1995 | Doba přílivu                  | 3 epizody                       |
| 1995–1999 | Herkules                      | neznámé epizody                 |
| 1995      | Mysterious Island             | 5 epizod                        |
| 1995–1999 | Xena                          | 90 epizod                       |
| 1998      | Mladý Herkules                | televzní film a pilotní epizoda |
| 2015      | Childhood's End               | 3 epizody                       |

## Ocenění
| Rok  | Cena                               | Kategorie                                       | Film                              | Výsledek  | Ref.  |
| ---- | ---------------------------------- | ----------------------------------------------- | --------------------------------- | --------- | ----- |
| 2001 | Cena Saturn                        | Nejlepší kostýmy                                | Pán Prstenů: Společenstvo prstenu | nominace  |       |
| 2001 | Satellite Awards                   | Nejlepší kostýmy                                | Pán Prstenů: Společenstvo prstenu | nominace  |       |
| 2001 | Oskar                              | Nejlepší kostýmy                                | Pán Prstenů: Společenstvo prstenu | nominace  | [ 1 ] |
| 2001 | BAFTA                              | Nejlepší kostýmy                                | Pán Prstenů: Společenstvo prstenu | nominace  | [ 2 ] |
| 2002 | Cena Saturn                        | Nejlepší kostýmy                                | Pán Prstenů: Dvě věže             | vítězství |       |
| 2002 | BAFTA                              | Nejlepší kostýmy                                | Pán Prstenů: Dvě věže             | vítězství | [ 3 ] |
| 2002 | Costume Designers Guild Awards     | Nejlepší počin v oblasti dobového/fantazy filmu | Pán Prstenů: Společenstvo prstenu | nominace  |       |
| 2002 | Online Film Critics Society Awards | Nejlepší kostýmy                                | Pán Prstenů: Dvě věže             | nominace  |       |
| 2003 | Satellite Awards                   | Nejlepší kostýmy                                | Poslední samuraj                  | vítězství |       |
| 2003 | Satellite Awards                   | Nejlepší kostýmy                                | Pán Prstenů: Návrat krále         | nominace  |       |
| 2003 | Cena Saturn                        | Nejlepší kostýmy                                | Pán Prstenů: Návrat krále         | nominace  |       |
| 2003 | BAFTA                              | Nejlepší kostýmy                                | Pán Prstenů: Návrat krále         | nominace  | [ 4 ] |
| 2003 | Oskar                              | Nejlepší kostýmy                                | Pán Prstenů: Návrat krále         | vítězství | [ 5 ] |
| 2003 | Oskar                              | Nejlepší kostýmy                                | Poslední samuraj                  | nominace  |       |
| 2003 | Costume Designers Guild Awards     | Nejlepší počin v oblasti dobového/fantazy filmu | Poslední samuraj                  | nominace  |       |
| 2003 | Costume Designers Guild Awards     | Nejlepší počin v oblasti dobového/fantazy filmu | Pán Prstenů: Návrat krále         | vítězství |       |
| 2006 | Costume Designers Guild Awards     | Nejlepší počin v oblasti dobového dramatu       | Iluzionista                       | nominace  |       |
| 2014 | Cena Saturn                        | Nejlepší kostýmy                                | Drákula: Neznámá legenda          | vítězství |       |